# Nuria Parés (escriptora)
Nuria Parés   (Barcelona, 12 de maig de 1925 - Ciutat de Mèxic, 16 de setembre de 2010) nom de ploma de Nuria Balcells de los Reyes, fou una poeta, assagista i traductora d'origen espanyol establerta a Mèxic després de la guerra civil espanyola. Forma part de l'anomenat grup hispanomexicà, coetani de la generació mexicana del 50, encara que hi hagi qui l'inclou dins d'aquest últim grup.

## Biografia
Era filla de Concepción de los Reyes González i de Ricard Balcells Pinto, advocat i membre de l'Agrupació Socialista de Madrid i de la UGT, que durant la Guerra Civil va exercir com a cap de Secció en el Ministeri d'Estat. Dos mesos després de néixer a Barcelona, Nuria Balcells de los Reyes va arribar a Madrid, on es va criar i on segons ella mateixa va aprendre d'un criat andalús, Gregorio, a tocar la guitarra flamenca, la trompeta i l'acordió i a cantar romanços vells. Al seu temps, la seva germana gran, Conchita, que acabaria sent una balladora de flamenc de prestigi amb el nom artístic d'Isa Reyes, va aprendre a tocar les castanyoles i a ballar flamenc.Parés va estudiar a l'Instituto Escuela, on va conèixer la poesia espanyola, principalment de la generació del 98 i dels autors del noucentisme. A causa de la Guerra Civil i després de la Segona Guerra Mundial, la jove Nuria va fer un llarg viatge d'exili: va sortir d'Espanya amb la seva família el 1938 cap a París; des d'allà va anar fins a Grècia amb la seva mare i la seva germana; temps després, des del Pireu fins a Nova York; després passa per l'Havana i, finalment, arriba a Mèxic el 1942.
Als tretze anys ja era coneguda com a concertista de guitarra, i va fer de model de diversos pintors. Com a concertista va actuar en diferents sales de concertsː la Salle Pleyel de París, el Théâtre de la Monnaie de Brussel·les, el Wintergarten de Berlín, l'Hotel Europejski de Varsòvia o el Teatre Payret de L'Havana.
Va casar-se l'agost del 1944 amb el metge Carles Parès, i a través d'aquest va conèixer León Felipe i altres poetes espanyols exiliats a Mèxic, com Juan Rejano, Luis Cernuda, Max Aub o José Bergamín. Va treballar com a traductora des de l'any 1947 en l'obra de Francois Villon, Pierre de Ronsard, Emily Dickinson, Rilke, Robert Frost, entre d'altres i dels poetes perses Omar Khayyam i Hafez. Va morir a la Ciutat de Mèxic l'any 2010.

## Obra literària
Va començar a publicar poemes a la dècada de 1940 en diferents revistes literàries mexicanes, com Rueca, Diorama de la Cultura, Revista Mexicana de Cultura, El Sol de Módico en la Cultura, entre d'altres. El 1951 apareix Romances de la voz sola. el seu primer poemari en forma de llibre, signat com a Nuria Parés. Vuit anys després es van publicar Canto llano i Acapulco (1959). La seva obra poètica es completa amb Colofón de luz (1987), dedicat a Vicente Aleixandre, que li agraeix el gest amb una afectuosa carta que inicia el poemari.
Nuria Parés ha estat citada sovint en l'àmbit acadèmic com a exemple de l'experiència de l'exili en els poetes hispanomexicans, ja que és un tema que tracta en diversos poemes, sobretot, de Canto llano. Ella mateixa va publicar diversos assajos sobre la creació poètica dels refugiats espanyols. La seva obra poètica, que va ser recollida en diversos llibres entre 1951 i 1987, «manifesta un assossegat temperament líric proper a les maneres de l'esperit poètic espanyol, entre la generació del 98 i la generació del 27».
El seu nebot, Javier Torres Parés, va dirigir el documental «Poesia, vida y exilio» (2007) i va preparar una edició de la seva obra: Homenaje a Nuria Parés a través de sus letras: Obra reunida, publicada per la UNAM.